# كاثرين ألبرت
كاثرين ألبرت (بالإنجليزية: Katherine Albert)‏ هي كاتبة سيناريو وكاتِبة وممثلة أمريكية، ولدت في 6 أكتوبر 1902 في لويفيل في الولايات المتحدة، وتوفيت في 26 يوليو 1970 في سانتا مونيكا في الولايات المتحدة.

## أعمال

### أفلام
- (1920) الساذج

## وصلات خارجية
- كاثرين ألبرت على موقع IMDb (الإنجليزية)
- كاثرين ألبرت على موقع قاعدة بيانات برودواي على الإنترنت (الإنجليزية)
- كاثرين ألبرت على موقع قاعدة بيانات الفيلم (الإنجليزية)